# Lilla Trutklippan
Lilla Trutklippan är en ö i Finland. Den ligger i Bottenviken och i kommunen Karleby i den ekonomiska regionen  Karleby i landskapet Mellersta Österbotten, i den nordvästra delen av landet. Ön ligger nära Karleby och omkring 430 kilometer norr om Helsingfors.
Öns area är 0,8 hektar och dess största längd är 180 meter i sydöst-nordvästlig riktning.